# Zorita de los Canes
Zorita de los Canes es un municipio y localidad española de la provincia de Guadalajara, en la comunidad autónoma de Castilla-La Mancha. El término municipal, ubicado en la comarca de La Alcarria, tiene una población de 65 habitantes (INE 2024). 

## Geografía
Se encuentra cercana a las localidades de Almonacid de Zorita y Albalate de Zorita, enclavados en las estribaciones de la sierra de Altomira, propuesta como ZEPA (zona especial protección aves); a la villa ducal de Pastrana, con su Palacio de los Príncipes de Éboli y Plaza de la Hora; al embalse de Bolarque, donde confluyen el río Tajo y Guadiela, y a La Bujeda, zona en Altomira con encinares centenarios y vistas hacia Cuenca.

## Historia
La villa se halla emplazada en la orilla izquierda del río Tajo, bajo una alcazaba de origen andalusí, construida a principios del siglo IX, en tiempos del emir Mohamed I. La fortaleza sería conquistada a los sarracenos por Álvar Fáñez, quien consta como su gobernador en 1097. Tras volver a manos almorávides y ser recuperada en 1124 por Alfonso VII, sería donada en 1174 por el rey Alfonso VIII a la Orden de Calatrava, para que defendiera el paso del río de las incursiones almohades. Actualmente la fortaleza está en ruinas. 
El 8 de abril de 1180 este mismo rey otorgó fuero a Zorita, a través del maestre calatravo, Martín Pérez de Siones, para favorecer a la Orden y la repoblación de la comarca, que se estaba despoblando por la amenaza de las correrías almohades. 

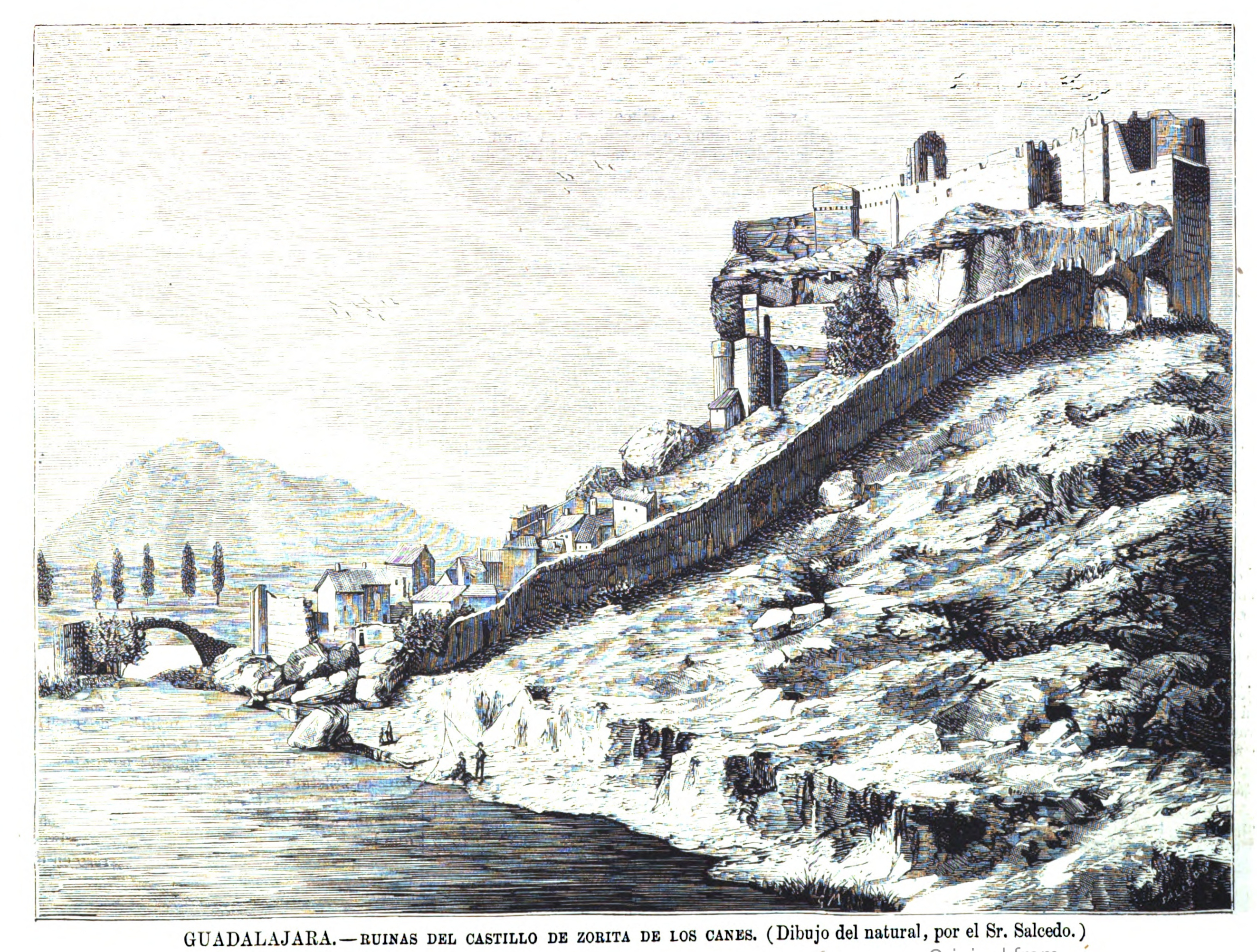
Zorita de los Canes y su castillo en la segunda mitad del

A los pies de la villa discurre el río Tajo que marcha hacia la ciudad visigoda de Recópolis, fundada por Leovigildo en el año 578 y cuyas ruinas se hallan en el mismo término municipal.
En 1545 una gran avenida del río se llevó el puente de piedra, cuyos restos todavía pueden observarse cerca de las puertas de la muralla.
A mediados del siglo XIX, la villa tenía contabilizada una población de 120 habitantes. Aparece descrita en el decimosexto volumen del Diccionario geográfico-estadístico-histórico de España y sus posesiones de Ultramar de Pascual Madoz de la siguiente manera:

ZORITA DE LOS CANES: v. con ayunt. en la prov. de Guadalajara (7 leg.) , part. jud. de Pastrana (1 1/2), aud. terr. de Madrid (14), c. g. de Castilla la Nueva, dióc. de Toledo (18). sit. al pie de un cerro , dominada por un antiguo castillo bastante bien conservado, goza de clima templado y sano. Tiene 50 casas, la consistorial con cárcel; una igl. parr. (San Juan Bautista), cab. del arciprestazgo de su nombre, servida por un cura que obtiene aquel cargo. Confina el térm. con el comun de Pastrana, Albalate y r. Tajo; dentro de él se encuentran las ermitas de San Miguel, que sirve de campo-santo, y el desp. de Rochafria. El terreno bañado por el Tajo, en cuyas riberas hay bastante arbolado, y cuyo paso facilitan 2 barcas, es de mediana calidad. caminos: los locales, de herradura en mal estado. El correo se recibe y despacha en Pastrana. prod.: cereales, legumbres, aceite, vino, cáñamo y pastos, con los que se mantienen las yuntas necesarias para la agricultura; hay caza abundante de conejos y perdices, y pesca de anguilas, barbos y otros peces. ind.: la agrícola, un molino harinero y otro aceitero. comercio: esportacion del sobrante de frutos, é importacion de los art. que faltan. pobl.: 43 vec., 120 alm. cap. prod.: 1.028,334 rs. imp.: 61,700. contr.: 3,968.

(Madoz, 1850, p. 670)

Por Zorita pasó en la primavera de 1946 Camilo José Cela en su Viaje a la Alcarria, a la que dedica unos párrafos.
En 1968, a 3 kilómetros de Zorita, en el término municipal de Almonacid de Zorita, se inauguró la central nuclear José Cabrera, la primera de España, clausurada en 2006.

## Demografía
Zorita de los Canes cuenta con una población de 65 habitantes (INE 2024).
| Gráfica de evolución demográfica de Zorita de los Canes entre 1842 y 2021                                           |
| |
| Población de derecho según los censos de población del INE Población de hecho según los censos de población del INE |

## Patrimonio
- Castillo de Zorita de los Canes[1]
- Ruinas visigodas de Recópolis